# Citrin
Citrin är den guldbruna varieteten av kvarts. Den förekommer naturligt, men även som brända ametister eller rökkvartser. Oftast är den naturliga citrinen lite svagare i färgen än den är när den är en bränd ametist som är lite mer röd i den gula tonen. Att notera är att brända citriner inte har någon pleokroism, vilket naturliga har svagt.
Stenen färgas av järn i stenen. Namnet kommer från citron på grund av den gula färgen.
Fyndorter för citrin är bland annat Argentina, Brasilien, Burma, Madagaskar, Namibia, Ryssland, Skottland, Spanien och USA.
Som månadssten kan man hitta citrinen i november enligt någon tradition. Och som zodiaksten har den tyska traditionen citrinen i Tvillingarna eller Vågen.

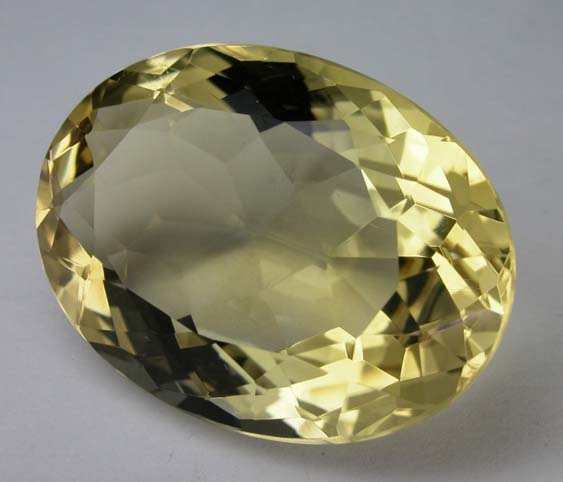
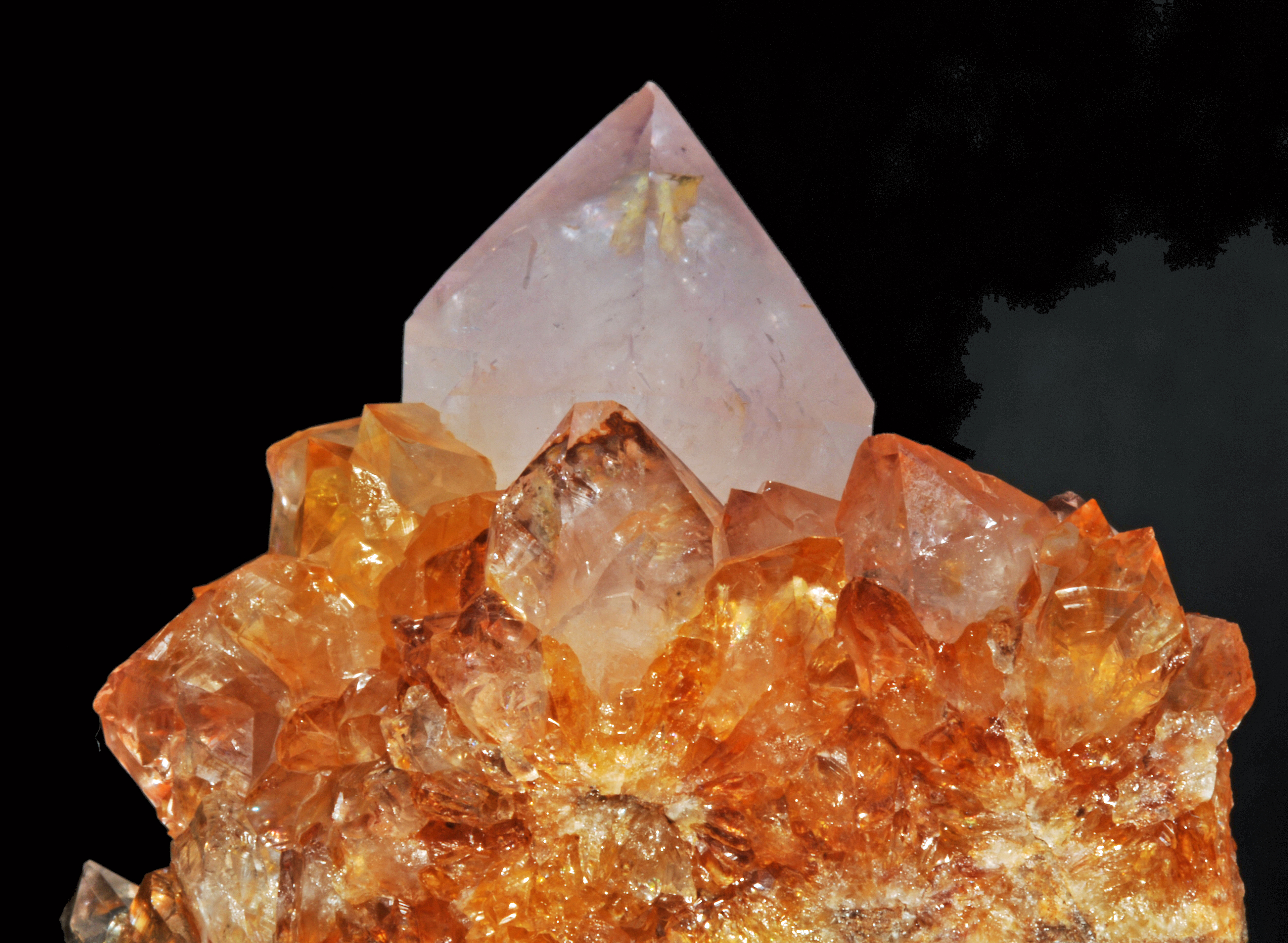
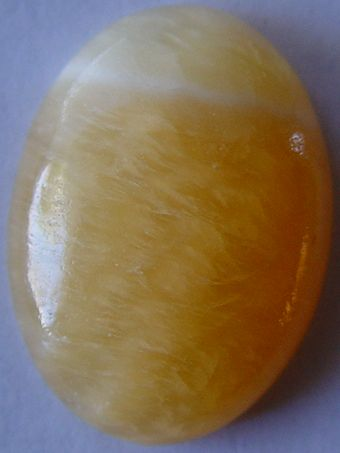
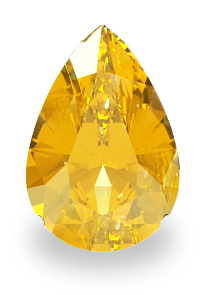
thumb